# منظمة منتدى فيسيان
هي منظمة غير حكومية غير ربحية وغير مُعْفَى من الضرائب في الفلبين تأسست في عام 1991. تعملVF من أجل رفاهية المهاجرين المهمشين، وخصوصًا  هؤلاء الذين يعملون  في القطاعات غير المرئية وغير الرسمية. إنه يعمل في قضايا العمل المنزلي، وعمالة الأطفال، والاتجار  بالبشر وخصوصًا النساء والأطفال.

## نظرة عامة
وهي مُرَخَّصة ورسمية عن طريق قسم الرعاية الاجتماعية والتنمية (DSWD) لتوفير «الرعاية السكنية والبرامج والخدمات المجتمعية للنساء والأطفال في الظروف الصعبة». اشتهرت بعملها الرائد والمُوَثَقْ بشأن عاملات المنازل في الفلبين، وخاصة في الدفع من أجل مشروع قانون عاملات المنازل أو Batas Kasambahay. كما أنها في البداية لتقديم الخدمات لضحايا الاتجار من خلال إدارة منازل Halfway التي أنشأتها سُلْطة موانئ الفلبين سُلْطة مطار مانيلا الدولية في الموانئ الفلبينية الرئيسية. وقد تم الإشارة إلى عمل VF من خلال منظمة العمل الدولية ILO-IPEC ومبادرة الأمم المتحدة لتعليم الفتيات (UNGEI، لصالح الأطفال العاملين في الخدمة المنزلية والتي تعتبر أحد أفضل الممارسات الدولية. كما تم الترحيب بشراكتها في محاربة الاتجار بالبشر مع الحكومة الفلبينية وشركات الشحن الخاصة حيث تعتبر واحدة من أفضل الممارسات الدولية من خلال وزارة الخارجية الأمريكية في تقريرها في عام 2005 حول الاتجار بالأشخاص (TIP). منحت منظمة محاربة العبودية الدولية، وهي أقدم منظمة لحقوق الإنسان في العالم، ومنحت جائزة محاربة العبودية في عام 2005 لرئيس VF&apos;s. في سبتمبر 2012، طُرِحَتْ أسئلة حول الاحتيال الممكن عن طريق المنظمة، ولكن في ديسمبر 2016، تم رفض Visayan Forum وظهرت الحقيقة عن طريق وزارة العدل من الادعاء.

## التاريخ
تأسست Visayan Forum Foundation (VFF)، وهي منظمة غير ربحية في عام 1991. ومقرها في مدينة كيوزون، أنقذت Visayan Forum Foundation وساعدت أكثر من 32000 ضحية وضحايا محتملون للاتجار بهم. هذه الأيام أصبح ل Visayan الآن مكتبه الوطني في مانيلا - إضافة إلى شبكة تضم أكثر من 70 من فريق من العاملين، وستة مكاتب إقليمية، وسبعة مشروعات في المنطقة.

## الجهود القومية والدولية في حشد الشركاء الاجتماعيين
- الأمانة الفلبينية وجنوب شرق آسيا، المسيرة العالمية لمحاربة عمالة الأطفال
- منظم فرقة العمل المهتم بالأطفال العاملين في المنازل في آسيا
- الجهة المنظمة للشبكة المتعددة القطاعات لمحاربة الإتجار بالأشخاص (MSNAT)
- الجهة المسؤولة عن محاربة الاتجار بالأشخاص في الموانئ
- نائب رئيس ائتلاف المنظمات الفلبينية غير الحكومية في اتفاقية حقوق الطفل
- عضو  اتفاقية ILO في فريق التقييم الوطنى رقم 182
- عضو اللجنة التوجيهية الوطنية لبرنامج الدولة السادس لليونيسيف للأطفال

## الرؤية
مجتمع يحصل فيه المهاجرون المهمشون، وخاصة النساء والأطفال الفلبينيين، علي الحرية والتمكين.

## المهمة
للمساهمة في الحماية والحرية والتمكين للمهاجرين المهمشين، وخصوصًا النساء والأطفال الفلبينيين، من
خلال:
1. حشد الجهود المحلية والوطنية والدولية التي تدعم الهجرة الآمنة والعمل من أجل تنمية المهاجرين
2. المهمشين، وخصوصًا عاملات المنازل غير المرئيات والنساء والأطفال المتجر بهم.
3. توفير خدمات وتدخلات متكاملة
4. تنظيم الحملات وبناء القدرات وتنظيم الداعين والمتطوعين بوصفهم مندوبون للتغيير نحو السياسات
5. والبرامج التي تدعم التنمية طويلة الأمد التي تشمل النساء والأطفال والمجتمعات والشركاء الاجتماعيين الآخرين.
6. قيادة ودعم البرامج المجتمعية المحصنة والفعالة.

## الأهداف
سياسات مؤسسية محلية ووطنية ودولية تحمي وتوفر برامج وخدمات للنساء والأطفال، وخصوصًا تعميم عاملات المنازل والأشخاص المتجر بهم. الشبكات المستمرة والشركاء ومجموعات الدعم أو الناجين وغيرهم من أصحاب المصلحة لتوفير الحماية والعدالة وفرص التنمية لتنفيذ برامج طويل الأمد وخدمات لضحايا الاتجار والعمل المنزلي المعنف وكذلك الفئات الضعيفة الأخرى. يتم وضع وتعزيز التدخلات لضحايا الاتجار والعمل المنزلي المعنف في المجالات الاستراتيجية والموانئ والنقاط الساخنة. المجتمعات قابلة للحياة اقتصاديًا وآمنة.

## المشروعات
قامت VF استراتيجيا بتحديد مواقع الملاجئ ومناطق المشاريع الخاصة بها على طول طرق التهريب المعروفة من خلال الشراكة مع القطاع الخاص وسلطات النقل لحماية الموانئ والمطارات. توفر هذه الملاجئ التي يطلق عليها اسم "Balay Silungan sa Daungan" (ملجأ المنزل في الميناء) و Bahay Silungan sa Paliparan(ملجأ منزلي في المطار) خدمات "السلامة والتسلية على مدار 24 ساعة لضحايا الاتجار بالأشخاص الذين تم اعتراضهم موظفي الحكومة. هذه المراكز، التي أسستها مؤسسة Visayan Forum Foundation (VF) و MIAA (BSP) و PPA (BSD)، توفر لضحايا الاتجار بالأطفال ملجأ مؤقتًا وإحالات في متابعة الإجراءات القانونية ضد مجنديهم واستشارات الخط الساخن عبر الهاتف. المنسق الإقليمي لـ  VF-MINDANAO ، Luzviminda Panes ، قال إن المركز يوفر أيضًا آليات لحماية الأطفال الذين يسافرون بمفردهم أو الذين أصبحوا في الميناء البحري.

## الإتجار بالبشر
شاركت Visayan Forum Foundation بنشاط في مساعدة النساء والأطفال ممن يتعرضوا للاتجار بهم في الدعارة عن طريق توفير الدعم والتعليم والسكن والنصيحة القانونية. أثبتت Visayan Forum Foundation أن معظم الأطفال والشابات الذي يتم الاتجار بهم في مانيلا من المناطق الريفية من أجل البحث عن عمل مؤكد في وظائف المنازل، ولكن في عدد كبير من الحالات انتهى بهم الأمر في تجارة الجنس. بناءا على الإحصائيات التي قدمتها Visayan Forum Foundation ، تتراوح أعمار معظم الضحايا بين 12 و 22 عامًا.
يعمل منتدى Visayan مع خفر السواحل الفلبيني، وسلطة الموانئ الحكومية، وشركة الشحن، Aboitez ، للمحافظة على مراقبة القوارب القادمة في الموانئ الرئيسية، للبحث عن تجار بشر محتملين يسافرون مع مجموعات من الأطفال. وتملك المنظمة عمليات في أربعة موانئ رئيسية تخدم مانيلا، وتقول إنها تنقذ ما بين 20 و60 طفلاً في الأسبوع.

## الجوائز
- ماريا سيسيليا فلوريس -أوباندا من Visayan Forum Foundation هي أول شخص يفوز بجائزة
- إقبال مسيح للحد من عمالة الأطفال، وهو شرف جديد منحته وزارة العمل الأمريكية. حصلت ماريا سيسيليا فلوريس
- أويباندا على الجائزة من خلال كريستي كيني، سفيرة الولايات المتحدة في الفلبين.[2][8]
- في عام 2005، حصلت ماريا سيسيليا فلوريس أوباندا من مؤسسة  Visayan Forum على جائزة محاربة الرق من منظمة محاربة العبودية الدولية، أقدم منظمة لحقوق الإنسان في العالم.[2]
- في عام 2009، مُنحت Visayan Forum Foundation جائزة Eduardo Aboitiz عن المؤسسة المتميزة.[9]

## حل وزارة العدل
أصدرت وزارة العدل في 29 يوليو 2016 قرارًا بفصل وتصفية مسؤولين  Visayan Forum والموظفين الرئيسيين بتهمة Estafa من خلال تزوير الوثائق التجارية المقدمة من NBI ذات الصلة بمنحة USAID. إن القرار المكون من أربعة صفحات والذي تم التوقيع عليه في 29 يوليو 2016 من خلال مساعد المدعيالعام الأول ميربا أ واجا، نائب المدعي العام الأول تيودور م. فيلانيفا، وصدقه المدعي العام كلارو أريلانو، قال أنه لا توجد أدلة كافية حتى تبرر إجراء تحقيق أولي إضافي. في أغسطس 2012، بحث NBI الأساس لتزوير المستندات المزعومة لإخفاء سوء استخدام ما لا يقل عن 2.1 مليون دولار منحة الوكالة الأمريكية للتنمية الدولية لعمل المنظمة الرائد في مجال محاربة الاتجار بالبشر. Visayan Forum Foundation، Inc. (VF) هي منظمة غير حكومية لا تهدف للربح، وكانت منذ 26عامًا في مقدمة مساعدة عاملات المنازل والناجيات من الاتجار بالبشر. وهي تعمل في الموانئ والمطارات بما في ذلك Zamboanga وميناء Manila North ومطار Manila الدولي. كما أنها توفر للضحايا والناجين الملجأ والتعليم والتدريب والرعاية النفسية والاجتماعية. تتمتع المنظمة بالعديد من الجوائز العالمية والعديد من جوائز أفضل الممارسات. أنا شاكر ل DOJ أنه بعد أكثر من أربعة سنوات من الصبر وتواضع للسماح للنظام العادل بأخذ مجراه، يمكننا أن نضع هذا الادعاء وراءنا. نشكر شركائنا الذين وقفوا معنا خلال هذه الأوقات الصعبة. يمكننا الآن التحرك للأمام وتركيز طاقاتنا الإيجابية لتحقيق مهمتنا الأكبر. حتى الآن، يوجد 50 ضحية وناجين من الاتجار بالبشر لا تتعدي أعمارهم عامين تحت رعايتنا في مركز Visayan Forum ، قال الرئيس المؤسس لـ Visayan سيسيليا فلوريس-أويباندا  بأنهم الأكثر أهمية بالنسبة لنا. طبقا للقرار، فإن الواضح أن المستندات المزيفة المزعومة التي زُعم أنها استخدمت كوثائق داعمة لتصفية الأموال التي طلبتها شركة VFFI من USAID وجعلت أساس شكواهم لا يمكنها دعم التهم الموجهة ضد المجيبين في هذه الوثيقة. لا يوجد أي مكسب بأن الشكوى المرفوعة ضد المجيبين هنا ليس لها ساق لتقف عليها.